# Sarah Steele
Sarah Steele (* 16. September 1988 in Philadelphia, Pennsylvania) ist eine US-amerikanische Schauspielerin.

## Leben
Steele wuchs in ihrer Geburtsstadt Philadelphia auf. Ihre Mutter, Katherine A. High, war als Hochschullehrerin für Pädiatrie an der University of Pennsylvania tätig, und ihr Vater, George H. Steele, ist Internist und lehrte zeitweise an der University of Pennsylvania School of Medicine. Steele absolvierte 2006 an der Privatschule Episcopal Academy in Pennsylvania ihren Schulabschluss. Danach studierte sie an der Columbia University, wo sie 2011 mit einem Bachelor in Literaturwissenschaft einen Abschluss erlangte.
Ihr Filmdebüt hatte Steele 2004 in ihrer ersten Rolle in dem Film Spanglish, wo sie eine Tochter spielte. Anschließend trat sie in mehreren US-amerikanischen Film- und Fernsehproduktionen auf, so unterem 2006 in Mr. Gibb und in der Fernsehserie Law & Order sowie 2008 in Criminal Intent – Verbrechen im Visier. Von 2011 bis 2016 spielte sie in der Serie Good Wife wieder eine Tochter, diesmal aber eine Erwachsene. Ihre Darstellung von Marissa Gold in der Serie machte sie einen größeren Publikum bekannt und nach dem Serienende setzt sie diese Rolle in dem Spin-off The Good Fight fort. Des Weiteren spielt sie in New York auch am Theater. Sie ist mit dem Schauspieler Raviv Ullman liiert.

## Filmografie
- 2004: Spanglish
- 2006: Mr. Gibb
- 2006: Law & Order (Fernsehserie, Episode 16x16 Cost of Capital)
- 2008: Man (Kurzfilm)
- 2008: The Lucky Ones
- 2008: Old Days
- 2008: Criminal Intent – Verbrechen im Visier (Law & Order: Criminal Intent, Fernsehserie, Episode 7x19 Legacy)
- 2009: Gossip Girl (Fernsehserie, 2 Episoden)
- 2009: My Father’s Will
- 2010: Please Give
- 2011: Margaret
- 2011–2016: Good Wife (The Good Wife, Fernsehserie, 22 Episoden)
- 2012: Last Kind Words
- 2013: Lady Business (Fernsehserie, Episode 1x03 The Intern)
- 2013: Die To-Do-Liste (The To Do List)
- 2013: Nurse Jackie (Fernsehserie, 2 Episoden)
- 2014: Song One
- 2014: Stag (Kurzfilm)
- 2014: Relics (Kurzfilm)
- 2014: Girls (Fernsehserie, Episode 3x09 Flo)
- 2014: All Relative
- 2014: The Mend
- 2014: Apartment Troubles
- 2014: Adult Beginners – Erwachsenwerden für Anfänger (Adult Beginners)
- 2016: Bull (Fernsehserie, Episode 1x03 Unambiguous)
- 2016: The Homeless Billionaire
- 2017: Speech & Debate
- 2017: Permission
- 2017–2022: The Good Fight (Fernsehserie, 58 Episoden)
- 2018: Ask for Jane
- 2020: Viena and the Fantomes
- 2020–2022: The Accidental Wolf (Fernsehserie, 3 Episoden)
- 2023: You Hurt My Feelings
- 2023: The Marvelous Mrs. Maisel (Fernsehserie, Episode 5x08 The Princess and the Plea)